# Liste von Bergen und Erhebungen in Kap Verde
Dies ist eine Liste von Bergen und Erhebungen in Kap Verde:
| Höhe   | Name                        | Region      | Koordinate            | Bemerkung            |
| ------ | --------------------------- | ----------- | --------------------- | -------------------- |
| 2829 m | Pico do Fogo                | Fogo        | 14° 57′ N, 024° 21′ W | höchste Erhebung     |
| 2692 m | Bordeira (Pico de Caldeira) | Fogo        | 14° 58′ N, 024° 23′ W |                      |
| 1979 m | Topo da Coroa               | Santo Antão | 17° 02′ N, 025° 18′ W |                      |
| 1863 m | Monte Tomé                  | Santo Antão |                       |                      |
| 1810 m | Gudo de Cavaleiro           | Santo Antão |                       |                      |
| 1585 m | Pico da Cruz                | Santo Antão | 17° 06′ N, 025° 02′ W |                      |
| 1394 m | Pico da Antónia             | Santiago    | 15° 03′ N, 023° 38′ W |                      |
| 1312 m | Monte Gordo                 | São Nicolau |                       |                      |
| 1064 m | Serra da Malagueta          | Santiago    | 15° 11′ N, 023° 41′ W |                      |
| 0976 m | Monte Fontainhas            | Brava       | 14° 51′ N, 024° 42′ W |                      |
| 0750 m | Monte Verde                 | São Vicente | 16° 52′ N, 024° 57′ W |                      |
| 0616 m | Monte Bissau                | São Nicolau | 16° 37′ N, 024° 15′ W |                      |
| 0598 m | Pico do Alberto             | São Nicolau | 16° 35′ N, 024° 07′ W |                      |
| 0531 m | Caixa                       | São Vicente | 14° 51′ N, 024° 43′ W |                      |
| 0490 m | Monte Cara                  | São Vicente | 16° 52′ N, 025° 03′ W |                      |
| 0436 m | Monte Penoso                | Maio        |                       |                      |
| 0406 m | Monte Vermelho              | Sal         |                       |                      |
| 0387 m | Monte Estância              | Boa Vista   | 16° 03′ N, 022° 45′ W |                      |
| 0360 m | Pico do Vento               | São Vicente | 16° 50′ N, 024° 54′ W |                      |
| 0320 m | Monte Batalhas              | Maio        |                       |                      |
| 0252 m | Monte Grande                | Sal         | 16° 49′ N, 022° 55′ W |                      |
| 0200 m | Viana                       | São Vicente |                       |                      |
| 0156 m | Morro Negro                 | Boa Vista   | 16° 06′ N, 022° 41′ W | Farol do Morro Negro |
| 096 m  | Serra Negra                 | Sal         |                       |                      |
| 080 m  | Monte São João              | São Vicente |                       |                      |